# Sköndals IK
Sköndals IK är en idrottsförening från stadsdelen Sköndal i södra Stockholm i Sverige. Sköndals IK bildades 1936 och bedriver innebandyverksamhet. Tidigare har klubben även haft en fotbollssektion – numera Sköndals IK Fotbollsklubb –  och en bandysektion, som numera spelar under namnet GT/76 Bandy.

## Sköndals IK, Innebandy
Sköndals IK, Innebandy är en klubb som växer och har i dag 492 aktiva medlemmar och har sedan starten i augusti 1997 haft en stadig tillväxt av medlemmar. Byggnation av idrottshallen "Sköndalshallen" 2004 som är klubbens hemmaarena var en helt avgörande milstolpe för klubbens fortsatta utveckling och framtida existens. Träningar sker till vardags i hemmaarenan Sköndalshallen men även i Skarpnäckshallen, Sandåkrahallen, Bandhagshallen och Gubbängshallen  Säsongen 2006/2007 var Sköndals IK Innebandy Sveriges 34:e största innebandyförening.  
Säsongen 2020/2021 hade Sköndals IK ett Herr och ett Dam lag, två juniorlag (HJ19 och DJ19), 6 flicklag och 8 pojklag.
Sköndals IK har även en innebandyskola-verksamhet för de yngre förmågorna!
Säsongen 2020/2021
Säsongen 2020/2021 låg Sköndals IK Herrlag i division 3 och 4 med en vision att gå upp i division 2 med A-laget. Herrlaget värvade till denna säsong en ny tränare, Jimmy Andersson som ska hjälpa laget att ta steget upp i division 2. Dessvärre stängdes denna serie liksom alla andra ned på grund av coronapandemin. 
Damlaget hade till denna säsong blivit nerflyttade från division 1 till 2 efter flera års spel i division 1. Damlagets vision är att ta sig tillbaka upp i division 1 och hoppas kunna föryngra truppen med spelare från DJ19-truppen samt nya spelare.
Sköndals IK startade säsongen 2020/2021 ett HJ19-lag med spel i division 3. Truppen består av spelare från det förra HJ-laget som Sköndals IK hade för några år sedan men med majoritet från p04/05-laget. HJ19-truppen är en trupp under utbyggnad men som växer och blir större och större. HJ19-laget har ett starkt samarbete med herrlaget och det finns möjlighet för spelare från HJ19-truppen att debutera i seniormatcher.
DJ19-laget spelade JAS under säsongen 2019/2020 och hamnade på en sjundeplats (av nio). Något anmärkningsvärt var att lagets största målgörare hamnade på en tredjeplats i poängligan. Till säsongen 2020/2021 ska laget spela i JAS samt i DJ.

## Sköndals IK Fotbollsklubb
Fotbollen spelar numera under namnet Sköndals IK FK och har sin verksamhet på Sandåkra BP med allt ifrån ungdomsverksamhet till seniorspel. I Sköndals IK FK är alla välkomna att spela och ingen elitsatsning sker. 

## GT/76 Bandy
Säsongen 2000/2001 dök herrlaget i bandy upp som nykomlingar i division 1. Klubben kvalade 2001 till Allsvenskan och vägen till detta allsvenska kval var verkligen totalt osannolik: Bandyns representationslag spelar ihop med GT76.
Inför sista omgången i ettans fortsättningsserie var man tvungna att ta en poäng borta mot Söderfors GoIF Bandy för att nå allsvenskt förkval. Allt såg mycket bra ut då man ledde med 7–1 med mindre än 40 minuter kvar av matchen. Söderfors lyckades ändå vända på steken och tog ledningen med 8–7 med tio minuter kvar, och med fem minuter kvar så kvitterade Sköndal till 8–8 och lyckades alltså gå vidare. I förkvalet mötte man Gustavsberg IF Bandy och var starkt nederlagstippade, men man vann första matchen på hemmaarenan Gubbängen med 8–1. I returen pangade man in två snabba mål i matchen inledning, sen tog Gustavsbergs över och gjorde 9–2 i 83:e minuten, men där tog det stopp och Sköndals IK gick vidare på fler gjorda bortamål. I kvalet lyckades Sköndals IK göra hela sex mål på IK Sirius BK. Att det trillade in 31 mål bakåt gjorde kanske inte så mycket.
Sköndals IK Bandy har ett samarbetsavtal med den allsvenska storklubben Hammarby IF Bandy, vilket innebär att unga lovande Hammarbyspelare, som inte riktigt platsar i A-laget, spelar i Sköndal för att få tuffare matchtträning. GT76/Sköndal Bandy var kvalificerade för Allsvenskan säsongen 2007/2008, men drog sig ur och ersattes av Helenelunds IK.